# Coelotrochus oppressus
Coelotrochus oppressus is een slakkensoort uit de familie van de Trochidae. De wetenschappelijke naam van de soort is voor het eerst geldig gepubliceerd in 1873 door Hutton als Gibbula oppressa.